# Caballo árabe (Guillemin)
Caballo árabe o El caballero guerrero árabe a caballo es una obra de bronce con pátina café del artista francés Émile Guillemin y Alfred Barye creada en 1884. Actualmente se encuentra en el Museo Louvre de París. 
El Caballero árabe de Guillemin, por su belleza y notoriedad, vio muchas copias no originales, tanto hechas en ese momento, en el siglo XIX, como reproducciones y falsificaciones de bajo valor, a veces hechas en Asia. La versión original del Caballero Árabe realizada en Francia, original de la época, es por el contrario de gran valor histórico-artístico e inestimable.

## Descripción
Figura de un jinete árabe que regresa de la caza, un pato y una gacela colgados en su silla, un rifle al hombro, firmado Barye Fils y E. Guillemin.

## Museo
- Museo Louvre, París
- Appleton museum of art, Ocala, Florida, USA

## Exposiciones
- Salón de París, Museo Louvre, 1884

## Mercado del arte
En una subasta de Sotheby's en Nueva York en 2008, Femme Kabyle d'Algerie and Jannisaire du Sultan Mahmoud II (1884), bronce, de Emile Guillemin, se vendió por 1 202 500 euros más los honorarios de la subasta.
En una subasta de Christie's en Nueva York en 1993, Cheval arab, de Alfred Barye y Emile Guillemin, bronce, se vendió por 10.350 dólares estadounidenses más gastos de subasta. La cifra que hoy corresponde a 28.000 euros de hace 31 años.

## Historia
Después de un largo viaje por el desierto, Mahoma dejó su tabun de caballos árabes en libertad para que pudieran saciar su sed cerca de una oasis. Sin embargo, antes de que los caballos alcanzaran el agua, Mahoma los llamó a regresar hacia él. Solo cinco yeguas obedecieron. Como mostraron su fidelidad al regresar a su dueño a pesar de la intensa sed, Mahoma las eligió para la reproducción. Estas cinco yeguas, conocidas como Al Khamsa (árabe « cinco »), se convirtieron en las fundadoras legendarias de los cinco « tipos » de caballo árabe. Aunque los Al Khamsa son considerados caballos mitológicos, algunos criadores afirman aún hoy que el caballo árabe beduino moderno desciende realmente de estas yeguas.
Según una historia contada por los beduinos, Alá creó el caballo árabe a partir del viento del sur.
En el Corán, la palabra « caballo » se menciona 5 veces. En la Sura 79 y la Sura 100 llamada al-Nazi'at, el término al-Adiyat se interpreta como « caballo », mientras que las Suras 37 al-Saffat, la Sura 51 al-Dhariyat y la Sura 77 al-Mursalat se refieren a los caballos.

## Estilo
La composición del caballo de bronce "Arab Rider" se creó sobre la base del movimiento naturalista. La estatua es la más significativa de la llamada "Belle Epoque" en Francia. El caballo de bronce es plástico y elegante, con un extraordinario estudio anatómico que lo muestra en la posición en que se encuentra, con la pata delantera izquierda elegantemente elevada, donde la línea de base de los músculos está tensa y contraída en acción. No menos importante es la delicada escultura de su heroico caballero en la que hay que destacar la increíble precisión en la representación del rostro, que va acompañada del movimiento del cuerpo sobre el caballo.
El orientalismo es la fascinación occidental por los continentes exóticos que se hizo popular durante la segunda mitad del siglo XIX. Los retratos románticos de países africanos en la literatura y el arte contemporáneos, como L'Africaine y Aida, fomentan este exotismo en el arte europeo. En los Estados Unidos, el "Bazar turco" de 1876 en la Exposición del siglo de Filadelfia aumentó aún más su atractivo con el tema "turco" o "morisco" que persistió hasta la década de 1880. Artistas que rompen con la extrema monocromía del Neoclasicismo; haciendo uso de diversos bronces, mármoles, ónices y piedras de colores bañadas en oro y plata, aportando riqueza a las obras de arte, manteniendo un gran interés por la etnografía de su material.

## Conexiones
- Alberto Giacometti
- Arte equino
- Mujer Kabyle de Argelia y jenízaro del Sultán Mahmud II (Guillemin)